# Meteorit de Nakhla

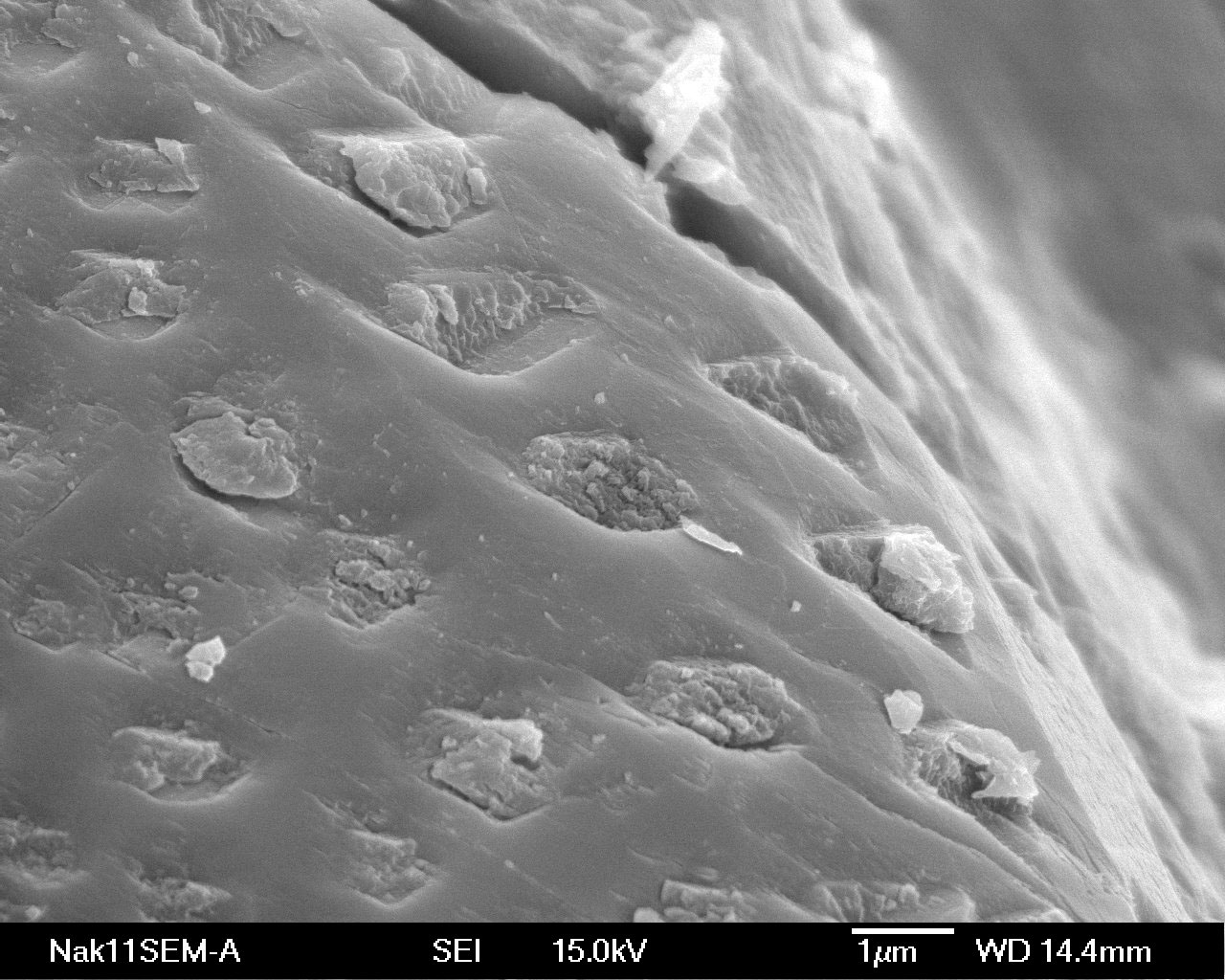
Imatge de microscopi electrònic de rastreig (SEM) de la superfície d'un gra del meteorit mostrant petits forats plens de material. A la terra, buits similars són omplerts per bacteris.

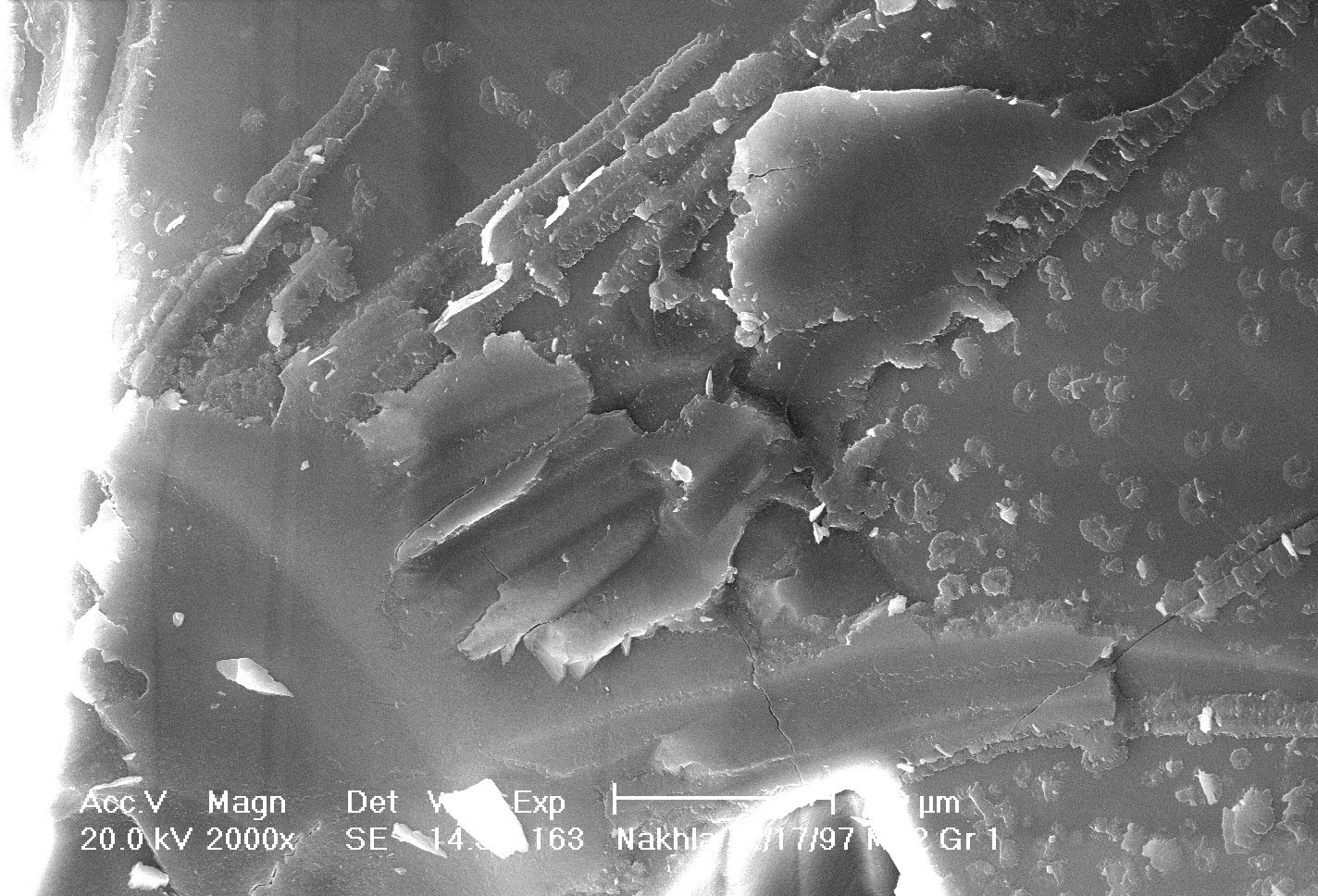
Un petit fragment del meteorit de Naklha vist a través d'un microscopi electrònic (SEM), revelant formes possiblement biomòrfiques

El meteorit de Nakhla (en  àrab: نيزك النخلة) és un famós meteorit marcià caigut a l'Egipte el 1911. Va ser el primer meteorit informat d'Egipte i el primer a suggerir signes de processos aquosos a Mart.

## Història
Va caure a la Terra el 28 de juny de 1911, prop de les 9:00 o les 9:01 AM, a la regió de Nakhla d'Abu Hommos, Alexandria, Egipte. Molta gent va ser testimoni de la seva explosió en l'atmosfera superior abans que el meteorit caigués a la superfície terrestre en una àrea de 4,5 km de diàmetre, i es van recuperar uns quaranta fragments; algunes de les seves parts van quedar enterrades a terra, amb una profunditat de fins a un metre.
D'un pes estimat original de 10 quilograms (22 lliures), van recuperar-se fragments que van variar en pes de 20 a 1.813 g.
Un debat va tenir lloc a la trenta-setena conferència científica lunar i planetària ( Lunar and Planetary Science Conference ), al març de 2006 a Houston, Texas, Estats Units, sobre el postulat que alguns compostos rics en carboni, continguts en els porus de les roques, eren la possible prova de l'existència d'éssers vius. A causa que el carboni és el quart element més abundant en l'univers (després del hidrogen, el heli i el oxigen), la presència de formes que s'assemblen a bacteris va ser considerada insuficient per la majoria dels assistents per demostrar la vida passada de bacteris a Mart.

### El gos de Nakhla
Hi ha un rumor que un fragment del meteorit va caure sobre un gos, com diu haver observat un granger anomenat Mohammed Ali Effendi Hakim en el llogaret de Denshal, prop de Nakhla; suposadament, el fragment meteòric incandescent va vaporitzar l'animal de forma instantània. A causa que no hi ha cap resta recuperat del gos, i l'absència de testimonis, se segueix considerant aquesta història com un simple rumor. No obstant això, la narració s'ha convertit en una mena de llegenda per als astrònoms.

## Classificació
És l'exemple prototípic del meteorit del grup Nakhlite, del grup SNC de meteorits de Mart.
Un nombre de meteorits d'origen marcià de tot el món han estat catalogats, incloent el Nakhlites. Es considera que aquests van estar expulsats per l'impacte d'un altre gran cos xocant amb la superfície marciana. Després van viatjar a través del sistema solar per un període desconegut de temps abans de penetrar a la atmosfera terrestre.

### Signes d'aigua
Nakhla és el primer meteorit marcià a mostrar signes de processos aquosos a Mart. La roca conté carbonats i minerals hidratats, formats per les reaccions químiques a l'aigua. A més, la roca es va exposar a l'aigua després de la seva formació, el que va causar acumulacions secundàries de minerals. Els carbonats contenen més carboni-13 ( 13  C) que les roques formades a la Terra, el que indica origen marcià. 

### Senyals de vida
El març de 1999, després de rebre part dels meteorits del Museu Britànic l'any anterior (1998), un equip de la NASA del Centre Espacial Johnson va examinar el meteorit Nakhla utilitzant un microscopi òptic i un potent microscopi electrònic de rastreig (SEM), revelant formes possiblement biomòrfiques d'un rang de grandària limitada, entre altres característiques. El Museu d'Història Natural de Londres, que té diversos fragments intactes del meteorit, va permetre als investigadors de la NASA tallar un fragment en 2006, obtenint mostres relativament lliures de la contaminació d'origen terrestre. Aquests científics van observar que una gran quantitat de material carbonós complex omplint  porus dendrítics i canals a la roca, recordant els efectes de l'acumulació bacteriana en roques terrestres.

### Els aminoàcids en el meteorit
El 1999, diversos aminoàcids van ser aïllats del fragment de meteorit al Johnson Space Center. Entre ells hi havia l'àcid aspàrtic, l'àcid glutàmic, la Glicina, l'alanina, i l'àcid butíric. No obstant això, no és clar si aquests compostos pertanyien originalment al meteorit, o si la seva presència és producte de la contaminació terrestre.